# Motín del pendón verde

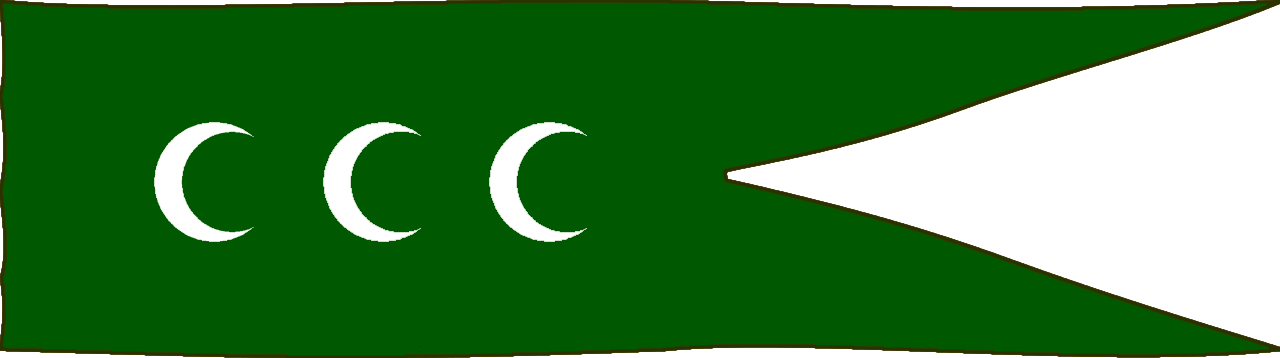
Pendón Verde usado por los sublevados

Se conoce como motín del pendón verde al levantamiento popular que tuvo lugar en la ciudad de Sevilla (España) el 8 de marzo o el 8 de mayo de 1521 con motivo del hambre que padecían los habitantes del barrio de Feria debido a la subida del precio del trigo por haber un año de sequía.
Sobre por qué recibe este nombre el motín existen varias teorías. Una de ellas asegura que se debe a que los amotinados enarbolaron contra las autoridades una enseña verde que había sido tomada a los almohades en la batalla de Lucena de 1483, donde lucharon los Reyes Católicos y Boabdil. En otra teoría es dicho pendón el arrebatado a los musulmanes durante el reinado de Alfonso X. La última de las teorías, aportada por el historiador Joaquín de la Peña, dice que de la capilla de donde fue robado el pendón era la de los Cervantes, una importante familia nobiliaria que tiene en su escudo una bandera verde y blanca que representa a dos ciervos pastando en un prado. En las dos primeras teorías dicho pendón se hallaría en la capilla bautismal de la parroquia de Omnium Sanctorum, situada en el barrio de Feria.
El pendón verde está considerado por algunos autores como uno de los antecedentes de la actual bandera de Andalucía.

## Desarrollo
El 8 de mayo de 1521 los habitantes del Barrio de la Feria (actualmente la calle Feria y sus alrededores), hacen un levantamiento popular, desesperados por la hambruna que padecían.
Los participantes en el motín, descendientes de moriscos, andalusíes y gitanos de diferentes gremios, un total de 10 000 habitantes según los historiadores, recorrieron la ciudad con el carpintero Antón Sánchez a la cabeza y se dirigieron hacia el antiguo ayuntamiento, al que lanzaron piedras y todo tipo de objetos. El Asistente de la ciudad calmó a la muchedumbre ofreciéndole vino. Por el momento se calmaron, pero el 9 de mayo los ciudadanos se apoderaron de armas y piezas de artillería, además de liberar a los presos.
Todo esto hizo que el Asistente se asustase al parecerse al levantamiento comunero, que ya se había resuelto en Sevilla en septiembre de 1520 con la derrota de Juan de Figueroa, hermano del duque de Arcos, a manos del duque de Medina Sidonia. Por ello llamó a algunos soldados que consiguieron aplastar la rebelión.
Cuatro de los cabecillas de la sublevación fueron capturados y condenados a muerte. Fueron decapitados y sus cabezas colgadas en la ventana principal del palacio de los marqueses de la Algaba.